# Trajanssäule

Trajanssäule von Südost (2008)

Die Trajanssäule (italienisch Colonna Traiana, lateinisch Columna Traiana) ist eine Ehrensäule, die 112/113 n. Chr. für den römischen Kaiser Trajan (98–117 n. Chr.) auf dessen Forum in Rom errichtet wurde. Die monumentale Säule befindet sich noch heute an ihrer ursprünglichen Stelle und stellt weit sichtbar den eindrucksvollsten und bekanntesten Rest des Trajansforums dar. Aufgestellt wurde sie im Namen des Römischen Senats, um die mit dem Forumsbau erbrachten Leistungen zu würdigen: Der Weihinschrift auf dem Piedestal zufolge hat die Säule dieselbe Höhe wie der Hügelausläufer, den Trajan für sein Forum abtragen ließ. In diesem Sockel wurde nach dem Tod des Kaisers auch die Urne mit dessen Asche deponiert. Die Trajanssäule hat in ihrer Geschichte vielen weiteren Ehren- und Siegessäulen, antiken wie modernen, als Vorbild gedient.

## Relief
Die monumentale Ehrensäule steht zwischen zwei Bibliothekstrakten, so dass man von den dortigen Fenstern aus eine gute Aussicht auf die zahlreichen Bilddarstellungen der Säule hat. Auf dem spiralförmig aufsteigenden Fries, der mit 23 Windungen eine Gesamtlänge von 200 Metern erreicht, sind Szenen aus den erfolgreichen Kriegen gegen die Daker in den Jahren 101/102 und 105/106 dargestellt. Insgesamt sind 2500 menschliche Figuren von etwa 60–75 Zentimetern Höhe abgebildet. Den Kaiser selbst kann man rund sechzigmal identifizieren. Die Darstellungen liefern interessante Auskünfte über die Kleidung und Waffen im 2. Jahrhundert. So zeigt sie unter anderem Bogenschützen aus dem Osten des römischen Reiches, Kataphrakte, Sarmaten, Daker. Man findet auch die Darstellungen der Donau-Überquerung und der Selbsttötung des Daker-Königs Decebalus. Die Wände weisen Spuren von Enkaustikmalerei auf, was auf eine ursprünglich farbige Fassung der Reliefs schließen lässt.
Mittlerweile sind zahlreiche der Reliefdarstellungen durch die Umweltverschmutzung so sehr zerfressen, dass man nur noch wenig erkennen kann. Trotzdem gilt die Säule als eines der am besten erhaltenen antiken Monumente. Im Museo della Civiltà Romana befinden sich 125 Gipsabgüsse des Reliefs, die zur Zeit Napoleons III. angefertigt wurden und die Reliefs in einem besseren Erhaltungszustand zeigen. Im Londoner Victoria and Albert Museum wurden die Abgüsse zu zwei Halbsäulen zusammengesetzt, weitere Exemplare befinden sich in der Archäologischen Sammlung der Universität Zürich und im Nationalen Museum der Geschichte von Rumänien in Bukarest. Viele der Motive des Reliefs sind auf den Abgüssen deutlicher zu erkennen als am beschädigten Original.
Oben, auf der Plattform, befand sich ursprünglich eine kolossale, vergoldete Statue des Kaisers. Diese wurde im Mittelalter eingeschmolzen. Papst Sixtus V. ließ im Jahr 1587 die bis heute erhaltene Statue des Apostels Petrus dort aufstellen. Daran erinnert eine Weihinschrift, die auf der Steinstufe oberhalb des Kapitells umlaufend eingemeißelt ist: „Sixtus V / B(eato) Petro / Apost(olo) / Pon(tificatus) A(nno) III“ („Sixtus V. dem seligen Petrus, dem Apostel, im Jahr seines Pontifikats 3.“).
Die aufeinandergesetzten Blöcke wurden mit Bleidübeln gegen Verschieben gesichert. Dazu dienten Hohlräume in dem jeweils oberen und unteren Block, die beim Aufeinandersetzen einen einzigen Hohlraum bildeten. Dieser wurde über kleine Löcher von außen her mit Blei ausgegossen. Im Mittelalter erweiterten Bleiräuber die Öffnungen gewaltsam, um an das Blei zu gelangen. Zurück blieben große, oft kegelförmige Löcher, die in neuerer Zeit zugemauert wurden. Eines dieser Löcher ist auf der nebenstehenden Abbildung unten rechts zu erkennen.

## Inschrift
Die Inschrift auf dem Sockel ist in der römischen Schrift Capitalis monumentalis ausgeführt. Die Buchstaben (Römische Majuskeln) wurden mit einem Pinsel aufgezeichnet und anschließend – so wird aufgrund der manuellen Ausarbeitung angenommen – mit einem Meißel markiert und v-förmig ausgehauen (nach Edward Catich).
Text der Inschrift:

Inschrift der Trajanssäule

“SENATVS·POPVLVSQVE·ROMANVS 
 IMP·CAESARI·DIVI·NERVAE·F·NERVAE 
 TRAIANO·AVG·GERM·DACICO·PONTIF 
 MAXIMO·TRIB·POT·XVII·IMP·VI·COS·VI·P·P 
 AD·DECLARANDVM·QVANTAE·ALTITVDINIS 
 MONS·ET·LOCVS·TANT<IS·OPER>IBVS·SIT·EGESTVS”

„Senat und Volk von Rom [weihen dieses Monument] dem Imperator Caesar Nerva Traianus Augustus, Sohn des vergöttlichten Nerva, Bezwinger der Germanen und der Daker, Pontifex maximus, Inhaber der tribunizischen Amtsgewalt zum 17. Mal, siegreicher Feldherr zum sechsten Mal, Consul zum sechsten Mal, P[ater] P[atriae], um zu zeigen, wie hoch der Hügel und das Gelände war, das für diese umfangreichen Baumaßnahmen entfernt wurde.“

Die Nennung der Titel und Ämter des Kaisers Trajan datiert die Inschrift auf das Jahr 112/113, in dem die Baumaßnahmen am Trajansforum zum Abschluss kamen; die Einweihung fand den Fasti Ostienses zufolge am 12. Mai 113 statt.

## Wendeltreppe

Zeichnung des Säulensockels mit Treppenaufgang (auf Bild klicken)

Die Trajanssäule ist im Inneren hohl. Über einen kleinen Zugang an einer Seite des Piedestals erreichbar führt eine Wendeltreppe mit 185 Stufen zur Plattform hinauf, wo sich dem antiken Besucher ein prächtiger Ausblick über das umliegende Trajansforum bot. Beim Aufstieg sorgen 43 schmale Schlitze im Säulenmantel für die Ausleuchtung der Treppe.
Die Trajanssäule erreicht, gemessen vom Boden, eine Höhe von 35,1 m bis zur Säulenspitze und 38,4 m bis zum oberen Abschluss des Statuensockels. Nicht zuletzt durch die unmittelbare Nachbarschaft zur großen Basilica Ulpia bedingt, war eine derartige Säulenhöhe erforderlich, um als Aussichtspunkt zu fungieren und dem Forum eine eigene visuelle Note verleihen zu können. Die eigentliche Säule, also der Schaft ohne den Sockel, die Statue und ihr Podest, misst 29,76 m Höhe; die spiralförmige Struktur der Treppe setzt leicht oberhalb des Sockelbodens an und misst so 8 cm weniger. Einer Theorie zufolge stellte die innovative Wendeltreppe, deren Höhe fast genau einhundert römischen Fuß entspricht, für die römischen Architekten den eigentlichen Ausgangspunkt für die Bestimmung der Säulenproportionen dar.
Die Säule wurde aus 29 Blöcken aus lunensischem Marmor (später Carrara-Marmor genannt) zusammengesetzt und wiegt insgesamt mehr als 1100 t. Die Wendeltreppe selbst wurde aus 19 Blöcken herausgeschnitten und vollzieht alle vierzehn Stufen eine volle Drehung. Dieser Anordnung lag eine komplexere geometrische Berechnung zugrunde als den sonst üblichen Alternativen von zwölf oder sechzehn Stufen. Die hohe Qualität der Steinverarbeitung erweist sich daran, dass der Treppenaufgang praktisch ebenmäßig ist und die Fugen der gewaltigen Blöcke auch heute noch genau aufeinander passen. Trotz zahlreicher Erdbeben neigt sich die Trajanssäule heutzutage weniger als einen halben Grad aus dem Lot.
Die Trajanssäule und insbesondere ihre gewendelte Treppenform übten einen beträchtlichen Einfluss auf die nachfolgende römische Architektur aus. Waren Wendeltreppen bis dato ein seltener Anblick in römischen Bauten, fand der platzsparende Treppentypus fortan eine immer größere Verbreitung im Reich.

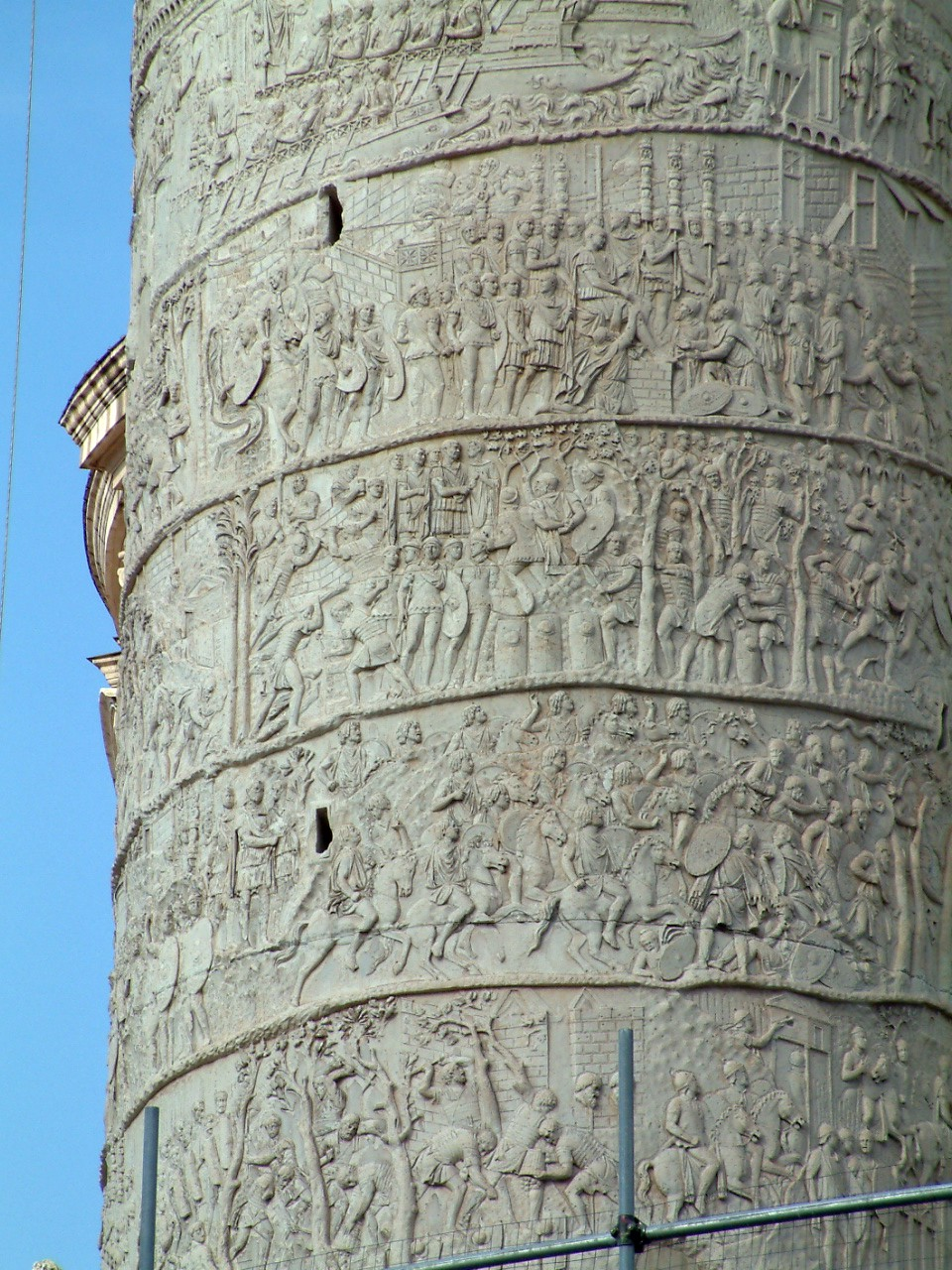
Details der Reliefdarstellung der Trajanssäule
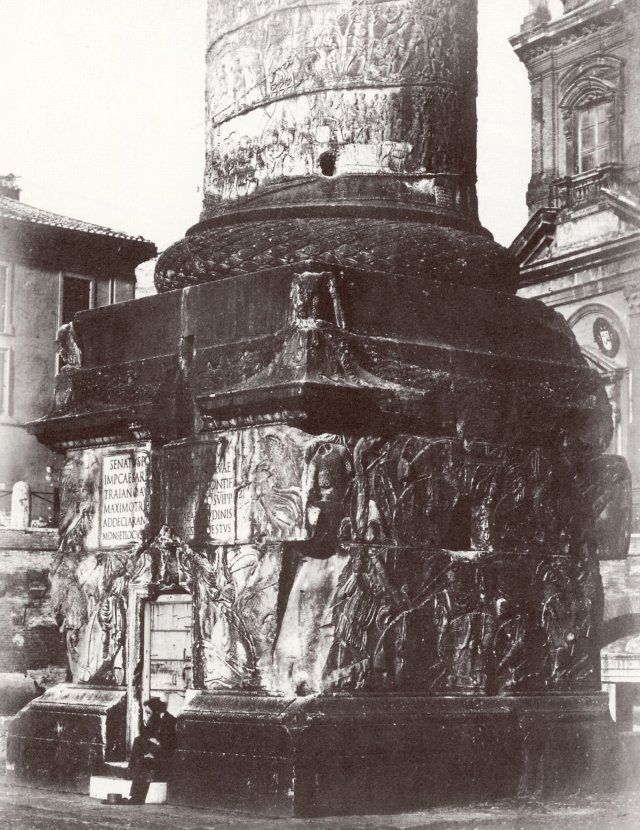
Piedestal der Trajanssäule um 1860
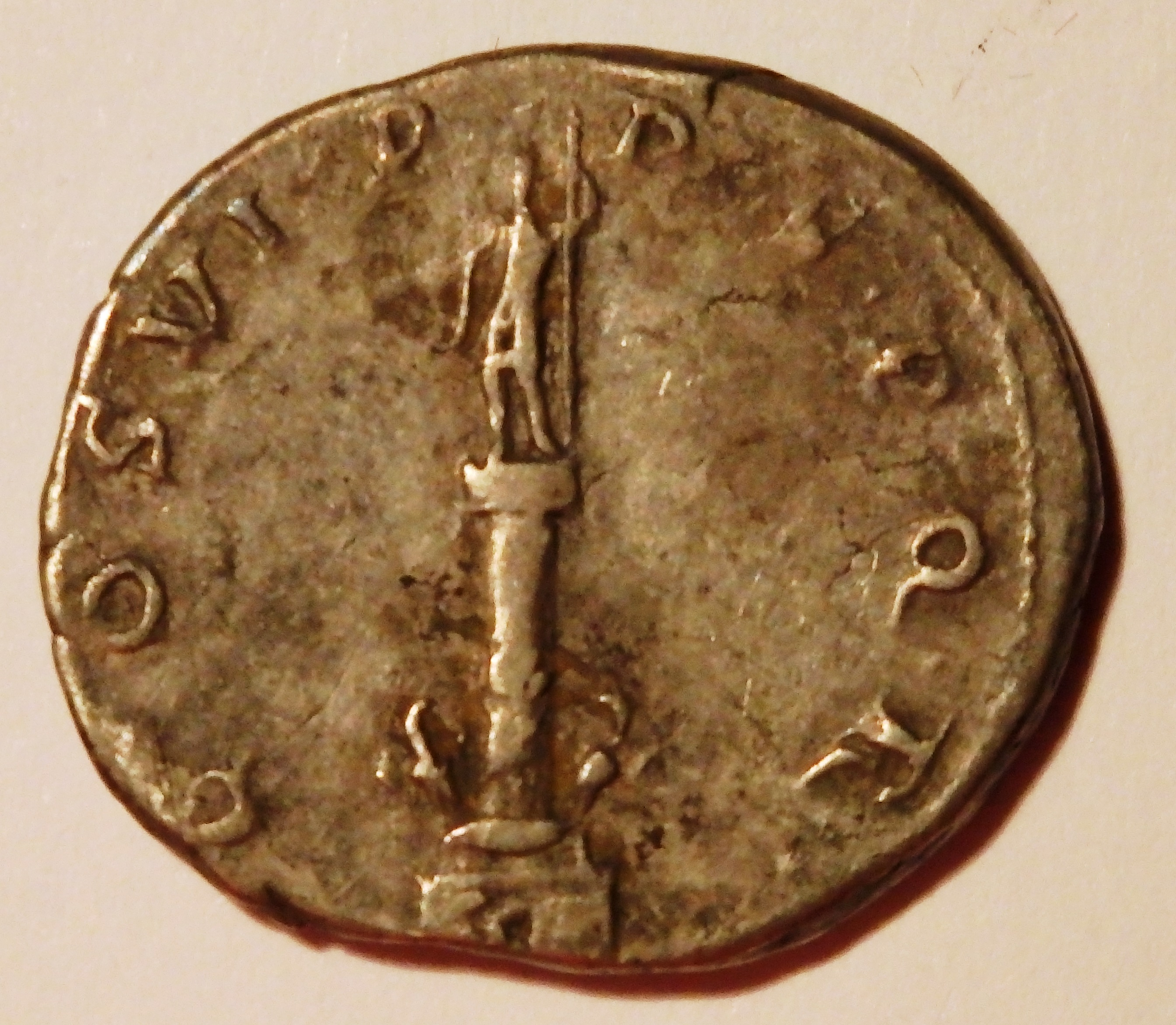
Trajanssäule auf Denarrückseite Kaiser Trajans
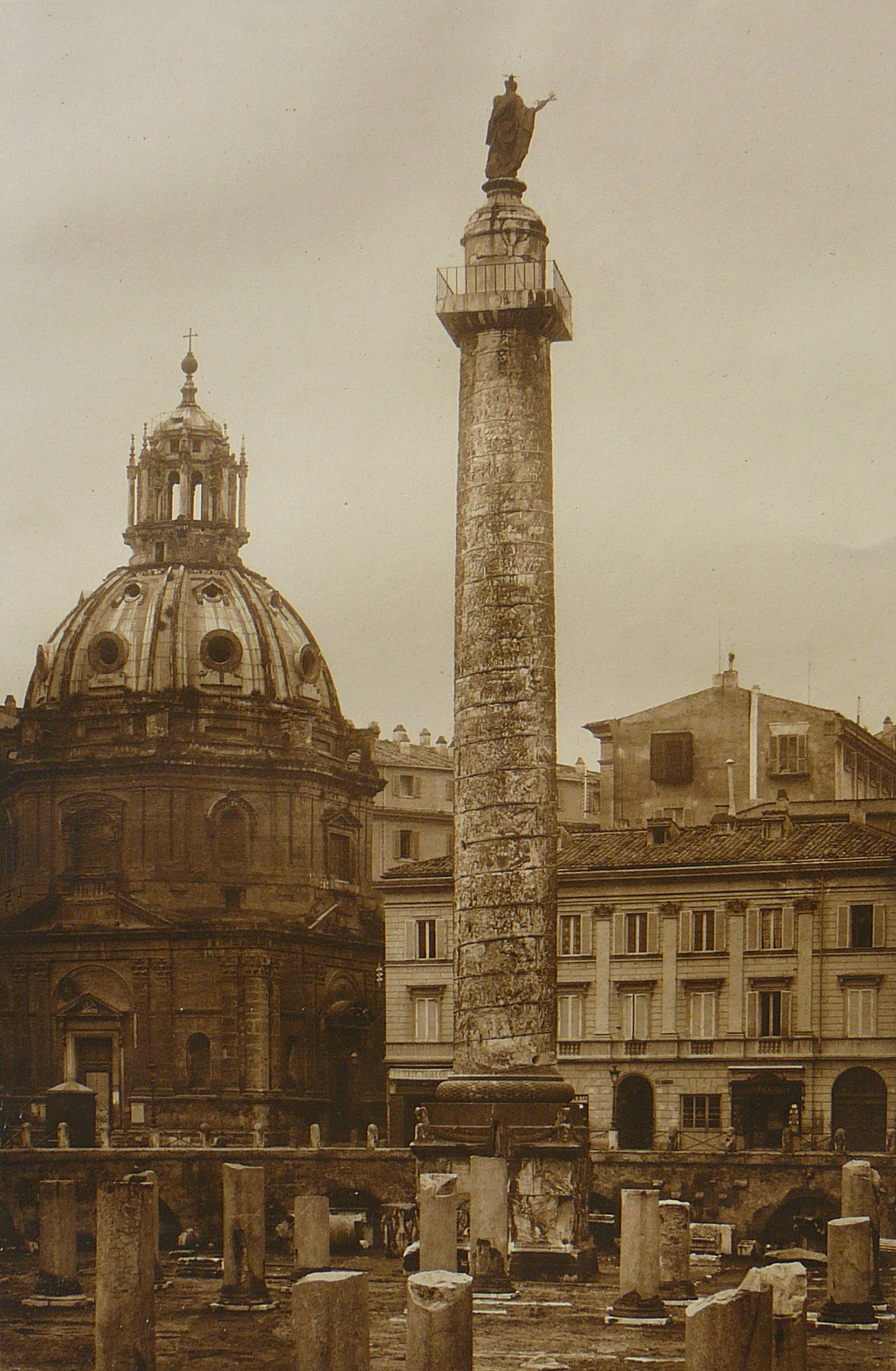
Trajanssäule um 1896

## Errichtung
Man nimmt an, dass die einzelnen Säulentrommeln durch Krane an ihren Platz gehievt wurden. Antike Schriftzeugnisse sowie zahlreiche archäologische Indizien zeigen, dass römische Ingenieure technisch dazu in der Lage waren, Schwerlasten vertikal in die Höhe zu befördern. Eine durchschnittliche Trommel der Trajanssäule wiegt ca. 32 t; das Kapitell, der schwerste Block oberhalb des Sockels, besitzt sogar ein Gewicht von 53,3 t, das 34 m hochgehievt werden musste. Um die zu bewältigende Last so gering wie möglich zu halten, wurden die Treppenstufen wahrscheinlich schon vorher im Steinbruch oder vor Ort aus dem Stein geschnitten, was eine Gewichtsersparnis von bis zu 30 Prozent bedeutete.
Gleichwohl war für solche Lasten der typische römische Tretradkran, der überdies nur eine maximale Höhe von 15–18 m erreichen konnte, nicht geeignet. Stattdessen wurde um den Bauplatz eine turmgleiche Holzkonstruktion errichtet, in deren Mitte die Marmorblöcke mittels eines Systems von Flaschenzügen, Seilen und Ankerwinden hochgezogen wurden; die notwendige Muskelkraft wurde durch Zugmannschaften und möglicherweise auch Zugtiere, die ringsum am Boden verteilt waren, bereitgestellt. Modernen Berechnungen zufolge benötigte man acht Ankerwinden, um den 55 t schweren Basisblock emporzuheben, während die Seillänge für die obersten Säulentrommeln bei der Verwendung von 2-Rollen-Zügen ungefähr 210 m betragen hätte.
Ein solcher Hebeturm wurde später in der Renaissance vom Architekten Domenico Fontana sehr wirkungsvoll eingesetzt, um Obelisken in Rom zu translozieren. Aus seinem Bericht lässt sich entnehmen, dass die Koordination zwischen den einzelnen Zugmannschaften ein erhebliches Maß an Konzentration und Disziplin erforderte, da bei ungleich ausgeübten Zugkräften die Seile durch die ausgesprochen starke Belastung gerissen wären. Im Falle der Trajanssäule wurden die Schwierigkeiten noch zusätzlich durch die zeitgleiche Arbeit an der benachbarten Basilica Ulpia vergrößert, die den vorhandenen Platz so einschränkte, dass die Mannschaften an den Ankerwinden nur an einer Seite einen geeigneten Zugang besaßen.

## Abmessungen
Alle Angaben nach Mark Wilson Jones.
+ Höhe der Basis: 1,7 m
+ Höhe des Säulenschafts: 26,92 m
+ Höhe des Kapitells: 1,16 m
= Höhe der eigentlichen Säule: 29,78 m (Höhe der Wendeltreppe: 29,68 m, ca. 100 römische Fuß)
+ Höhe der Säule ohne Plinthe: 28,91 m
+ Höhe des Piedestals, mit Plinthe: 6,16 m
= Höhe der Säulenspitze über Grund: 35,07 m
Der Durchmesser des Säulenschafts beträgt 3,695 m, die typische Höhe der Säulentrommeln 1,521 m.

## Rezeption
- Die Säule diente als Vorbild für die gegen Ende des 2. Jahrhunderts auf dem Marsfeld in Rom errichtete Mark-Aurel-Säule.
- Die Christussäule im Hildesheimer Dom wurde 1020 nach dem Vorbild der Trajan- und der Mark-Aurel-Säule geschaffen.
- Napoleon I. diente sie als Vorbild für den Bau der Colonne Vendôme, seiner Siegessäule auf der Place Vendôme in Paris, auf der die napoleonischen Feldzüge verherrlicht werden.
- Die Karlskirche in Wien verfügt über zwei Glockentürme, die der Trajanssäule nachempfunden sind.
- Die Aufschrift diente als Vorbild für die 1939 von Warren Chappell für D. Stempel entworfene Schriftart Trajanus und die 1989 von Carol Twombly für Adobe entworfene Trajan (letztere, dem Vorbild entsprechend, ausschließlich mit Versalien).